# Sergio Freire
Sergio Orlando Freire Díaz (3 de octubre de 1980) es un actor, comediante, y guionista chileno, uno de los exponentes del stand-up comedy de su país.
Se hizo conocido por su participación en el programa SCA del canal de cable Vía X entre 2006 y 2007, y El club de la comedia de Chilevisión entre 2007 y 2014. En 2018 participó en el LIX Festival Internacional de la Canción de Viña del Mar en Chile y obtuvo los dos galardones: la gaviota de plata y la gaviota de oro.

## Biografía
Inició su carrera como actor tomando un curso de teatro cuando estaba estudiando para ser electromecánico en el colegio Don Orione de Cerrillos. En ese mismo colegio conoció a su compañero y amigo Pedro Ruminot. Luego continuó sus estudios en la Escuela de Teatro de Gustavo Meza, donde conoció a Nathalie Nicloux, quienes luego se hicieran conocidos por su participación en el programa Sociedad de Comediantes Anónimos (SCA) del canal chileno de cable Vía X, el primer programa de stand-up comedy en Chile en 2005.
En 2007, debido a diversos problemas laborales con el canal Vía X, Sergio, junto a Pato Pimienta, Nathalie Nicloux y Juan Pablo Flores deciden abandonar el programa e iniciar un nuevo proyecto en la televisión abierta, el cual llamaron El club de la comedia, emitido por Chilevisión, en donde siguió su éxito. A partir de esto, Sergio ha participado en diversos programas y películas en Chile.
El 29 de noviembre de 2017 fue confirmado para participar en la LIX Festival Internacional de la Canción de Viña del Mar recibiendo la Gaviota de Plata y de Oro. Volvió a presentarse en febrero de 2024 en el LXIII Festival Internacional de la Canción de Viña del Mar.        

## Vida personal
Estaba casado con la actriz, comediante y presentadora María Paz Jorquiera, con quien tiene un hijo, Lucas, quien nació en octubre de 2017.

## Filmografía

### Programas de televisión
| Programas de televisión | Programas de televisión                                  | Programas de televisión       | Programas de televisión |
| Año                     | Programa                                                 | Rol                           | Canal                   |
| ----------------------- | -------------------------------------------------------- | ----------------------------- | ----------------------- |
| 2006-2007               | SCA                                                      | Actor, comediante y guionista | Vía X                   |
| 2006                    | Duro de Domar                                            | Actor y guionista             | CHV                     |
| 2007-2014               | El club de la comedia                                    | Actor, comediante y guionista | CHV                     |
| 2008                    | Sin vergüenza                                            | Actor, comediante y panelista | CHV                     |
| 2010                    | Teatro en Chilevisión                                    | Actor invitado                | CHV                     |
| 2012-2013               | El late                                                  | Actor, comediante y Guionista | CHV                     |
| 2013                    | Salta si puedes                                          | Jurado                        | CHV                     |
| 2014                    | Locos por el Mundial                                     | Notero en Brasil              | CHV                     |
| 2014                    | Teletón 2014                                             | Jurado Bailetón               | ANATEL                  |
| 2016                    | XLVII Festival del Huaso de Olmué                        | Comediante                    | TVN                     |
| 2018                    | LIX Festival Internacional de la Canción de Viña del Mar | Comediante                    | CHV                     |
| 2020                    | Sigamos de largo                                         | Invitado (solo días jueves)   | Canal 13                |
| 2024                    | Festival de Viña del Mar                                 | Comediante                    | TVN y Canal 13          |

### Películas
| Películas | Películas            | Películas   | Películas    |
| Estreno   | Película             | Personaje   | Papel        |
| --------- | -------------------- | ----------- | ------------ |
| 2013      | Barrio universitario | Dallas      | Protagonista |
| 2014      | Fuerzas especiales   | Cabo Freire | Protagonista |
| 2015      | Fuerzas especiales 2 | Cabo Freire | Protagonista |

### Series
| Series | Series                                        | Series              | Series   |
| Año    | Serie                                         | Rol                 | Canal    |
| ------ | --------------------------------------------- | ------------------- | -------- |
| 2007   | Héroes: (Carrera, el príncipe de los caminos) | Soldado adolescente | Canal 13 |

### Teatro
| Obras de teatro | Obras de teatro | Obras de teatro                     | Obras de teatro |
| Año             | Obra            | Rol                                 | Tipo            |
| --------------- | --------------- | ----------------------------------- | --------------- |
| 2013            | La hizimos!!!   | Él mismo y sus personajes conocidos | Comedia         |

## Libros
| Libros | Libros          | Libros            | Libros        |
| Año    | Título          | Editorial         | ISBN          |
| ------ | --------------- | ----------------- | ------------- |
| 2008   | ¿Se han fijado? | Editorial Planeta | 9789562474474 |
| 2014   | Wena            | Editorial Planeta | 9562478599    |